# فیون وایتهد
فیون وایتهد (به انگلیسی: Fionn Whitehead) بازیگر انگلیسی است که اولین نقش اصلی او، بازی در فیلم دانکرک به کارگردانی کریستوفر نولان بوده است.
او در فیلم‌های دوک و به روح نگو بازی کرده است.